# スーパーラグビー・アウピキ
スーパーラグビー・アウピキ（Super Rugby Aupiki）は、ニュージーランドのラグビーユニオンにおいて、2022年に創設された女子のプロクラブ大会である。放送会社Skyのタイトルスポンサードにより「Sky Super Rugby Aupiki」ともいう。

## 概要
「アウピキ」は、「最上への昇り」を意味する。
男子大会「スーパーラグビー・パシフィック」と同様の位置づけで、州代表チーム と ニュージーランド代表チーム との中間に位置する チーム編成の大会となる。ちなみに、男子の州代表大会はNPCで、女子の州代表大会はファラー・パーマー・カップ（Farah Palmer Cup）である。
2021年10月、ニュージーランドラグビー協会が新たな女子大会を発表し、4チームが編成され、2022年3月に第1回大会が行われた。
オーストラリアラグビー協会は、2018年から女子大会「スーパーラグビー・ウィメンズ（Super Rugby Women's）」を5～6チームで開催し、2022年からフィジーも参加している。
2025年から、スーパーラグビー・アウピキの優勝チームと、「スーパーラグビー・ウィメンズ」の優勝チームが対戦する「スーパーラグビー・チャンピオンズ・ファイナル（Super Rugby Champions Final）」が加わった。

## 出場チーム
創設当時から、以下の4チームが参入している。
| チーム名 (スーパーラグビー・ アウピキ) | 参入年 | 地域                                                              | 本拠地             | ホーム グラウンド                | 同地域の 男子チーム名 (スーパーラグビー・ パシフィック) |
| -------------------------------------- | ------ | ----------------------------------------------------------------- | ------------------ | -------------------------------- | ------------------------------------------------------- |
| ブルーズ・ウィメン Blues Women         | 2022   | ノースランド ノースハーバー オークランド                          | オークランド       | イーデン・パーク                 | ブルーズ                                                |
| チーフス・マナワ Chiefs Manawa         | 2022   | ベイ・オブ・プレンティ カウンティーズ・マヌカウ ワイカト タラナキ | ハミルトン         | FMGスタジアム・ワイカト          | チーフス                                                |
| ハリケーンズ・ポウア Hurricanes Poua   | 2022   | ホークスベイ マヌカウ ウェリントン                                | ウェリントン       | スカイ・スタジアム               | ハリケーンズ                                            |
| マタトゥ Matatū                        | 2022   | タスマン カンタベリー オタゴ                                      | クライストチャーチ | アポロ・プロジェクツ・スタジアム | クルセイダーズ ハイランダーズ                           |

## 歴史
2022年、4チーム総当たり戦の後に上位2チームによる決勝戦を行う予定だったが、新型コロナウイルス感染症の影響により縮小。総当たり戦の勝ち点による順位で、優勝チームを決めた。
2023年は、5週間にわたって合計10試合を実施。各チームは、レギュラーシーズン3試合とプレーオフ2試合を行った。
2024年は、7週間にわたって合計13試合へと拡大。ホームアンドアウェーの総当たり戦形式（ホーム3試合、アウェー3試合）の後、決勝戦を行った。
2025年は、2024年と同じ形で優勝チームを決める。優勝チームは、オーストラリアとフィジーで行われている「スーパーラグビー・ウィメンズ（Super Rugby Women's）」の優勝チームと、「スーパーラグビー・チャンピオンズ・ファイナル（Super Rugby Champions Final）」で対戦し、ニュージーランドのブルーズ・ウィメンが初代王者となった。

## 結果
2025年から、優勝チームは、オーストラリアとフィジーで行われている「スーパーラグビー・ウィメンズ（Super Rugby Women's）」の優勝チームと、「スーパーラグビー・チャンピオンズ・ファイナル（Super Rugby Champions Final）」で対戦する。
| 大会 | スーパーラグビー・アウピキ | スーパーラグビー・アウピキ | スーパーラグビー・アウピキ |      | スーパーラグビー・ チャンピオンズ・ファイナル | スーパーラグビー・ チャンピオンズ・ファイナル | スーパーラグビー・ チャンピオンズ・ファイナル |  | 備考               |
| 大会 | 優勝                       | 決勝戦 スコア              | 準優勝                     | 優勝 | スコア                                        | 準優勝                                        |                                               |  | 備考               |
| ---- | -------------------------- | -------------------------- | -------------------------- | ---- | --------------------------------------------- | --------------------------------------------- | --------------------------------------------- |  | ------------------ |
| 2022 | チーフス・マナワ           | 勝ち点で決定               | ハリケーンズ・ポウア       |      |                                               |                                               |                                               |  | [ 13 ]             |
| 2023 | マタトゥ                   | 33-31                      | チーフス・マナワ           |      |                                               |                                               |                                               |  | [ 14 ]             |
| 2024 | ブルーズ・ウィメン         | 24-18                      | チーフス・マナワ           |      |                                               |                                               |                                               |  | [ 15 ]             |
| 2025 | ブルーズ・ウィメン         | 26-19                      | マタトゥ                   |      | ブルーズ・ウィメン                            | 36-5                                          | NSWワラターズ                                 |  | [ 16 ] [ 6 ] [ 7 ] |